# Banpo-Siedlung

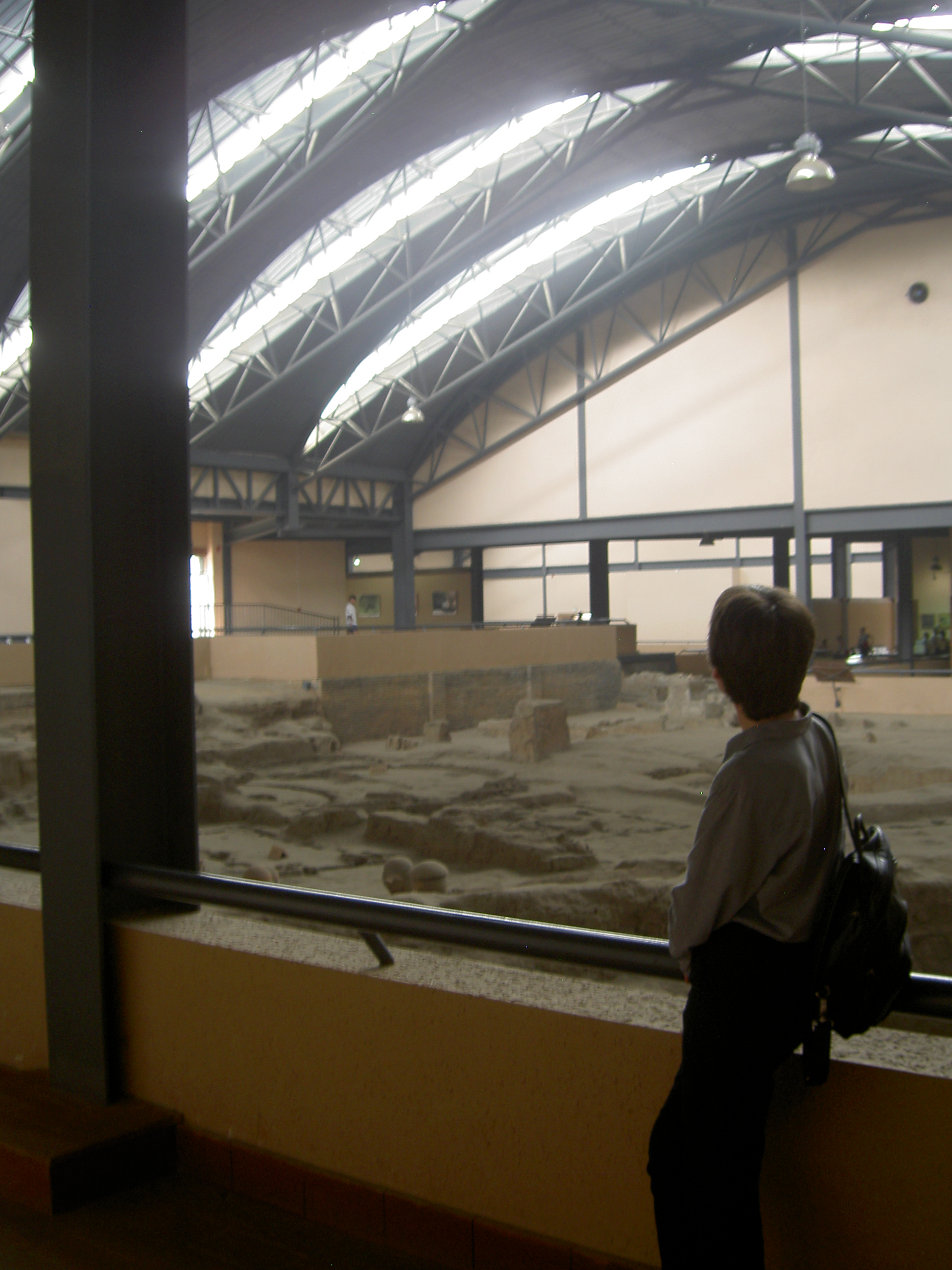
Das Banpo-Museum

Das Dorf Banpo war eine Siedlung während der jungsteinzeitlichen Yangshao-Kultur in der Zeit von 4800 bis 3600 v. Chr. Es liegt im heutigen Stadtbezirk Baqiao der chinesischen Stadt Xi’an. Heute ist es eine wichtige archäologische Fundstätte, die intensiv erforscht wurde. Ihr ist ein bedeutendes Museum angeschlossen.
In der Jungsteinzeit haben etwa 500 bis 600 Menschen im Dorf Banpo gelebt. Es wurden die Überreste von 46 runden oder rechteckigen Häusern gefunden, die über flachen Gruben errichtet wurden. Das Dorf war in drei Bereiche unterteilt, nämlich einen Wohnbereich, einen Friedhof und einen Bereich für Keramikwerkstätten und Brennöfen. Die Wohnhäuser waren nach Clan- bzw. Familienangehörigkeit angeordnet. Die Wände der Häuser wurden aus mit Stroh durchsetzten Lehm und Geflecht aus Zweigen errichtet. Die Häuser waren zwischen 3 und 5 Metern groß, die Feuerstellen befanden sich in den Häusern. Auch eine große Anzahl an Vorratsgruben wurde gefunden. Das Dorf war mit einem Verteidigungsgraben geschützt.
Im Sozialgefüge Banpos scheint es keine strikte Rangordnung gegeben zu haben. Es wurden bereits zu dieser Zeit Pflanzenfasern und Tierhaare zu Webfäden versponnen und auch Webstätten wurden gefunden. Keramikgefäße weisen geometrische Muster, einfache Schriftzeichen, aber auch künstlerische Abbildungen von menschlichen Gesichtern und Tieren wie Fischen und Hirschen auf.
Die Banpo-Stätte (Banpo yizhi 半坡遗址) steht seit 1961 auf der Liste der  Denkmäler der Volksrepublik China (1-139).